# Metsanurga (Peipsiääre)
Metsanurga is een plaats in de Estlandse gemeente Peipsiääre, provincie Tartumaa. De plaats heeft de status van dorp (Estisch: küla); de naam betekent ‘Woudhoek’.
Tot in oktober 2017 hoorde Metsanurga bij de gemeente Pala. In die maand werd Pala bij de gemeente Peipsiääre gevoegd. De gemeente verhuisde daarbij van de provincie Jõgevamaa naar de provincie Tartumaa.

## Bevolking
De ontwikkeling van het aantal inwoners blijkt uit het volgende staatje:
| Jaar            | 2011 | 2017 | 2019 | 2020 | 2021 |
| --------------- | ---- | ---- | ---- | ---- | ---- |
| Aantal inwoners | 67   | 66   | 66   | 63   | 49   |

## Geschiedenis
Metsanurga werd voor het eerst genoemd in 1922 onder de naam Pala-Metsa. De grond waarop het dorp lag behoorde tot in 1919 toe aan het landgoed van Pala. Rond 1939 werd het dorp herdoopt in Metsanurga.